# فهرست میراث جهانی در آفریقا

پراکندگی میراث جهانی در قاره آفریقا

این یک فهرست از مکان‌های میراث جهانی یونسکو در آفریقا است.
- (ف)، میراث فرهنگی
- (ط)، میراث طبیعی
- (ت)، میراث ترکیبی
- (خ)، میراث در خطر
- اعداد داخل پرانتز بیانگر تعداد میراث ثبت شده در آن کشور است.

## مکان‌ها بر پایه کشور

### الجزایر
1. ارگ تاریخی شهر الجزیره (قصبة الجزائر)، (ف).
2. تیمگاد (تیمقاد)، (ف).
3. تیپازا، (ف).
4. جمیلة، (ف).
5. وادی مزاب، (ف).
6. فلات رودها (طاسیلی ناجّر)، (ت).
7. قلعه بنی حماد، (ف).

### اتیوپی
1. اکسوم، (ف).
2. پارک ملی کوهستان سِمیِن، (ط) (خ).
3. تیا، (ف).
4. دژ فَصیل قِبی در منطقه گوندور، (ف).
5. قلعه شهر باستانی هَرار، (ف).
6. کلیساهای کوه‌کند واقع در روستای لالی‌بلا، (ف).
7. وادی پایین رود اُمو، (ف).
8. وادی پایین رود آواش، (ف).

### آفریقای جنوبی
1. پارک دراکنسبرگ (اوخالامبا)، (ت).
2. فضای فرهنگی و گیاه‌شناسی ریشترسولد، (ف).
3. مجموعهٔ تالاب سنت لوسیای بزرگ، (ط).
4. جزیره روبن، (ف).
5. فضای فرهنگی ماپونگوبوه، (ف).
6. گنبد رِدِفورت، (ط).
7. گهواره نوع بشر (سایت‌های فسیلی انسانی در استرک فانتین، سوارت کرانس، رامدرای، غارهای حومه رود کلاسیس)، (ف).
8. ناحیه حفاظت شده کیپ فلوراس، (ط).

### اوگاندا
1. آرامگاه پادشاهان بوگاندا در کاسوبی، (ف).
2. پارک ملی رشته کوه ونزوری، (ط).
3. پارک ملی غیر قابل رسوخ ویندی، (ط).

### بنین
1. کاخ سلطنتی آبومِی، (ف).

### بوتسوانا
1. سودیلو، (ف).

### جمهوری آفریقای مرکزی
1. پارک ملی مانوا-گوندا سنت-فلوریس، (ط) (خ).

### جمهوری دموکراتیک کنگو
1. اندوختگاه حیات وحش اوکاپی، (ط) (خ).
2. پارک ملی سالونگا، (ط) (خ).
3. پارک ملی کاهوزی-بِیگا، (ط) (خ).
4. پارک ملی گارامبا، (ط) (خ).
5. پارک ملی ویرونگا، (ط) (خ).

### ساحل عاج
1. اندوختگاه طبیعی بازداشته کوه نیمبا (مشترک با گینه)، (ط) (خ).
2. پارک ملی تای، (ط).
3. پارک ملی کوموئه، (ط) (خ).

### سنت هلن
1. گوگ و مجمع الجزایر غیر قابل دسترس، (ط) (خ).

### سنگال
1. باغ ملی پرندگان جوج، (ط).
2. پارک ملی نیوکولاکوبا، (ط) (خ).
3. جزیره گُری، (ف).
4. جزیره سنت لوئیس، (ف).
5. دایره سنگی سِنِگامبیا (مشترک با گامبیا)، (ف).
6. دلتای سالوم (ف).

### سودان
1. جِبِل بَرکَل و سایت‌های باستان‌شناسی ناحیه ناپاتان، (ف).

### سیشل
1. اندوختگاه طبیعی والی دی می، (ط).
2. جزیره مرجانی آلدابرا، (ط).

### غنا
1. ساختمان‌های سنتی اسانته (اشانتی)، (ف).

قلعه‌ها و استحکامات موجود در نواحی مرکزی و غربی آکرای بزرگ، (ف).

### کامرون
1. اندوختگاه حیوانی جا، (ط).

### کنیا
1. پارک ملی قله کنیا، (ط).
2. پارک‌های ملی آبگیر تورکانا، (ط).
3. جنگل‌های میجیکِندا کایاِ مقدس، (ف).
4. بخش باستانی شهر لامو، (ف).

### گابن
1. زیست بوم و باقی‌مانده بناهای فرهنگی لوپه-اوکاندا، (ت).

### گامبیا
1. جزیره جیمس و محل‌های مرتبط با آن، (ف).
2. دایره سنگی سِنِگامبیا (مشترک با سنگال)، (ف).

### گینه
1. اندوختگاه طبیعی بازداشته کوه نیمبا (مشترک با ساحل عاج)، (ط) (خ).

### لیبی
1. سایت باستان‌شناسی سیرن (شحات)، (ف).
2. سایت باستان‌شناسی لپتیس ماگنا (لبدة الکبری)، (ف).
3. سایت باستان‌شناسی ساپراثا (صبراتة)، (ف).
4. سایت سنگ‌نگاره‌های تدرارت اکاکوس‌، (ف).
5. بخش باستانی شهر غدامس، (ف).

### ماداگاسکار
1. اندوختگاه طبیعی بازداشته سینگی دی براماها، (ط).
2. تپه باستانی آمبوهیمانگا، (ف).
3. جنگل‌های بارانی آتسینانانا، (ط).

### مالاوی
1. پارک ملی آبگیر مالاوی، (ط).
2. سایت سنگ نگاره‌های چونگونی، (ف).

### مالی
1. آرامگاه آسکیا، (ف)
2. پرتگاه باندیاگارا (سرزمین دوگون ها)، (ت).
3. تیمبوکتو، (ف).
4. بخش باستانی شهر جنه، (ف).

### مراکش
1. بخش باستانی شهر صویره، (ف).
2. بخش باستانی شهر فاس، (ف).
3. بخش باستانی شهر مراکش، (ف).
4. سایت باستانشناسی ولیلی، (ف).
5. بخش باستانی شهر مکناس، (ف).
6. شهر پرتغالی نشین مزاغان (الجدیده)، (ف).
7. کاخ آیت بن حدو، (ف).

### مصر
1. ابو مینا، (ف) (خ).
2. بقعه‌های حبشی، از ابو سیمبل تا فیله، (ف).
3. دره نهنگ (وادی الحیتان)، (ط).
4. بخش باستانی شهر الاقصر (تبس) و گورستان هایش، (ف).
5. بخش باستانی شهر ممفیس و گورستان هایش، (ف).
6. بخش باستانی (اسلامی) شهر قاهره، (ف).
7. صومعه سنت-کاترین در کوه‌پایه کوه سینا، (ف).

### موریتانی
1. پارک ملی بانک دی آرگون، (ط).
2. کاخ‌های باستانی، در وادان و چنقیط و تیچیت و اولاته، (ف).

### موریس
1. آپراواسی غت، (ف).
2. فضای فرهنگی لا مورنه، (ف).

### موزامبیک
1. جزیره موزامبیک، (ف).

### نامیبیا
1. سایت غار نگاره‌ای ویفلفانتین، (ف).

### نیجر
1. اندوختگاه طبیعی آئیر و تنره، (ط) (خ).
2. پارک ملی دبلیو، (ط).

### نیجریه
1. بیشه مقدس اوسون اسوگبو، (ف).
2. فضای فرهنگی سوکور، (ف).

### تانزانیا
1. پارک ملی کلیمانجارو، (ط).
2. سایت‌های غار نگاره‌ای کوندوآ، (ف).
3. ناحیه حفاظت شده گورونگورو، (ط).
4. بقایای کیلوا کیسیوانی و مناره سونگو، (ف) (خ).
5. اندوختگاه سلوس گامه، (ط).
6. پارک ملی سِرِنگِتی، (ط).
7. شهر سنگی در زنگبار، (ف).

### توگو
1. کوتاماکو؛ سرزمین باتاماریبا‌ها، (ف).

### تونس
1. استادیوم باستانی (آمفی تئاتر) الجم، (ف).
2. پارک ملی اچگل، (ط).
3. دوقه (طوقه)، (ف).
4. روستای کارتاژی کرکوان و گورستان هایش، (ف).
5. سایت کارتاژ، (ف).
6. بخش باستانی شهر تونس، (ف).
7. بخش باستانی شهر شوش کشور تونس، (ف).
8. قیروان، (ف).

### زامبیا
1. موسی اوآ تونیا/آبشار ویکتوریا (مشترک با زیمبابوه)، (ط).

### زیمبابوه
1. پارک ملی ماناپولز و نواحی سیاحتی ساپی و چوورا، (ط).
2. تپه باستانی ماتوبو، (ف).
3. موسی اوآ تونیا/آبشار ویکتوریا (مشترک با زامبیا)، (ط).
4. یادبود ملی خرابه‌های شهر خامی، (ف).
5. یادبود ملی زیمبابوه بزرگ، (ف).

## سرچشمه‌ها
1. «وب سایت رسمی یونسکو». دریافت‌شده در ۲۸-۰۷-۲۰۱۱. تاریخ وارد شده در |تاریخ بازدید= را بررسی کنید (کمک)